# Ровеньский район
Ро́веньский райо́н — административно-территориальная единица (район) и муниципальное образование (муниципальный район) в Белгородской области России.
Административный центр — пгт Ровеньки́.

## География
Ровеньский район замыкает юго-восточную часть Белгородской области. В современных границах на юге он граничит с Белокуракинским районом Луганской области, на востоке — с Россошанским и Ольховатским районами Воронежской области, на севере — с Алексеевским и на западе — с Вейделевским районами Белгородской области.

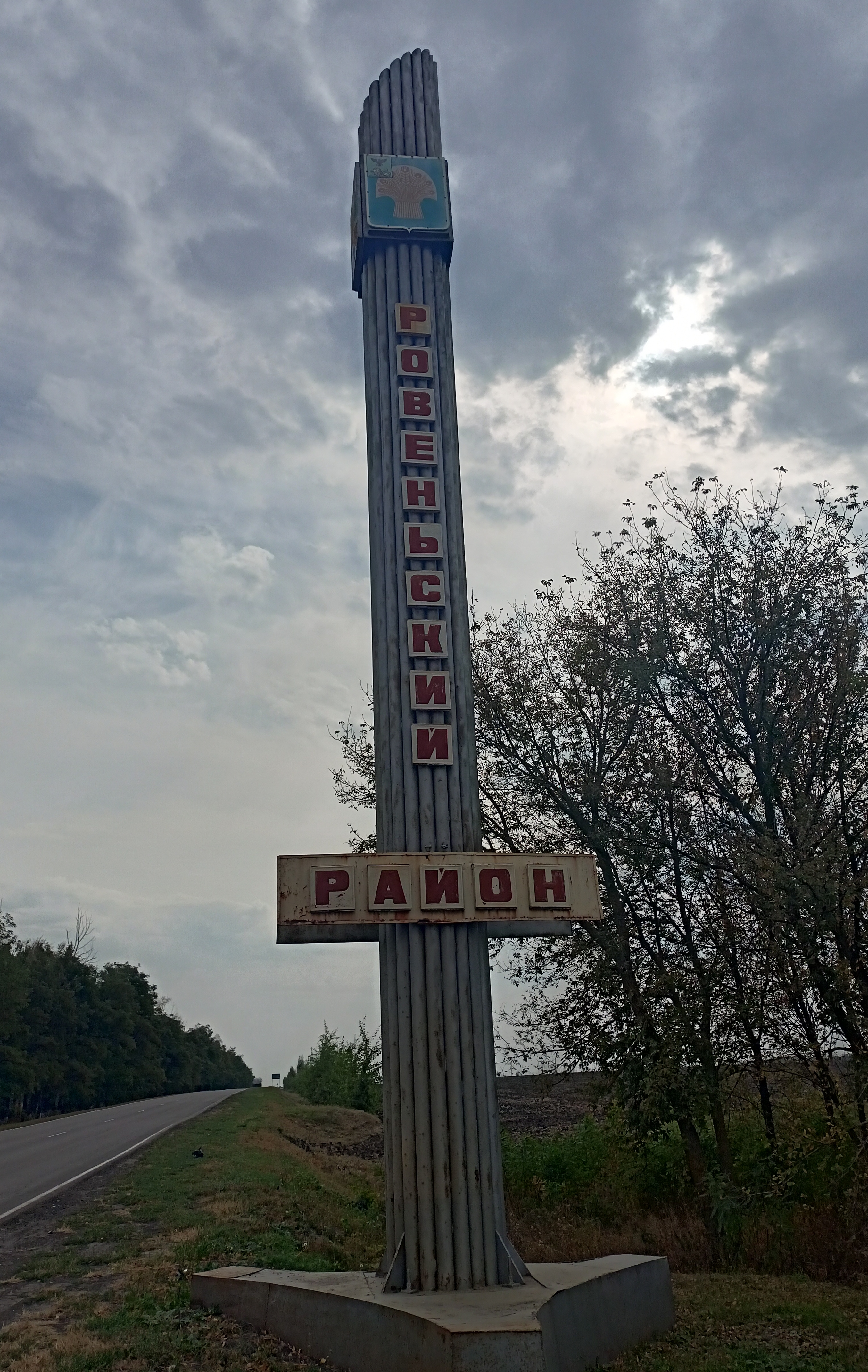

Район самый удалённый от областного центра — он расположен в 280 километрах от Белгорода. Площадь района составляет — 1369 км².

### Климат
Климат степной, это наиболее засушливый район Белгородской области. По природно-климатическому разделению Центрально-Чернозёмных областей северная часть Ровеньского района относится к подзоне Каменная Степь, а южная — к подзоне Степное Подонье.
Среднегодовое количество осадков 450—500 мм, что несколько недостаточно для оптимального вегетационного развития многих сельхозкультур. На территории района берет начало река Айдар — левый приток Северского Донца. Общая протяженность её 264 километра, в пределах Ровеньского района — 45 километров. Здесь же она имеет два притока — речки Лозная и Нагольная.

### Почва и геология
Основной состав почв — чернозёмы, по механическому составу — суглинки. Небольшую часть территории занимают на склонах балок меловые обнажения, а в пойме реки Айдар — супеси. Формирование геологического строения поверхности местности тесно связано с геологическим прошлым Русской платформы, представляющей собой обширную глыбу земной коры. Основание её сложено кристаллическими породами магматического и метаморфического происхождения. Однако под влиянием тектонических процессов, которые происходили на протяжении геологической истории, платформа подвергалась расколам, изломам и прогибам. Территория местности расположена как раз в одном из таких прогибов в отрогах Русской платформы, называемом Курско-Воронежской Антеклизой. Этот прогиб проходит в направлении «Богучар—Павловск—Старый Оскол—Курск».
Помимо кристаллических пород на территории района расположена огромная толща осадочных пород различного возраста: палеозойской, мезозойской и кайнозойской эр. Отложения палеозойской эры представлены известняками, мергелями, глинами с прослойками песка и песчаника. Среди осадочных материалов наиболее значительными являются отложения мезозойской эры мелового периода (140-70 млн лет тому назад). Они представлены огромными толщами мела. В кайнозойскую эру (в конце палеогена) море отступило к югу и уже больше никогда не покрывало эти места. Наступившее похолодание привело к образованию мощного покрова льда на значительной площади северного полушария. Начавшееся в четвертичный период оледенение Русской равнины данные места не затронуло. Двигавшийся с северо-запада Русской равнины ледник встретил на своём пути Средне-Русскую возвышенность, обошёл её с двух сторон — с востока (по долине реки Дон) и с запада — по долине реки Днепр, Талые воды приносили массу истёртого ледником материала горных пород, который отлагался в виде песчано-глинистых осадков. Отложения четвертичного периода представлены суглинками, песками, глинами.
Таким образом, геологическое строение территории местности района характеризуется наличием в недрах кристаллических пород, покрытых толщей осадочных отложений, различных по своей мощности и происхождению. Все это оказало существенное влияние на современный рельеф местности. Поверхность её приподнята над уровнем моря на 70-220 метров. На фоне общей равнинности выделяются отдельные возвышенные и низменные места. Самое высокое место Ровеньского района — село Ерёмовка, а самое низкое — Нижняя Серебрянка. Разность высот составляет 120 м. Ровеньки находятся на высоте 100 м над уровнем моря. Значительная приподнятость, рыхлость поверхностных отложений способствуют широкому развитию как склоновой, так и глубинной эрозии почвы. Все это обуславливает формирование речных долин, балок и оврагов.

### Особо охраняемые природные территории
В Ровеньском районе расположен региональный природный парк Ровеньский.

## История
Ровеньской район образован 30 июля 1928 года в составе Россошанского округа Центрально-Чернозёмной области. С 13 июня 1934 года — в составе Воронежской области, с 6 января 1954 года — в составе Белгородской. 1 апреля 1961 года к Ровеньскому району были присоединены Масловский, Новоалександровский и Харьковский сельсоветы упразднённого Советского района.
В 1963 году Ровеньской район был присоединён к Вейделевскому району, а 12 января 1965 года вновь восстановлен.
С 1 января 2006 года в соответствии с Законом Белгородской области от 20.12.2004 № 159 муниципальное образование «Ровеньский район» наделено статусом муниципального района. На территории района образованы 12 муниципальных образований: 1 городское и 11 сельских поселений.

## Население
| 1959    | 1970    | 1979    | 1989    | 2002    | 2009    | 2010    | 2011    | 2012    |
| ------- | ------- | ------- | ------- | ------- | ------- | ------- | ------- | ------- |
| 24 359  | ↗28 054 | ↘25 119 | ↘24 384 | ↗25 085 | ↘23 696 | ↗24 060 | ↘24 037 | ↘23 917 |
| 2013    | 2014    | 2015    | 2016    | 2017    | 2018    | 2019    | 2020    | 2021    |
| ↘23 788 | ↘23 763 | ↗23 786 | ↗23 828 | ↗23 883 | ↘23 840 | ↘23 665 | ↘23 542 | ↘22 764 |

### Национальный состав
По данным переписи населения 1926 года (Ровеньская волость): украинцы — 94,7 % или 40 652 чел., русские — 4,0 % или 1 722 чел.
По данным переписи населения 1939 года: украинцы — 85,7 % или 28 004 чел., русские — 13,3 % или 4340 чел.
По переписи населения 2010 года. Всего населения — 24 060 чел. Русские — 21 825 чел., украинцы — 1657 чел., армяне — 155 чел.
По итогам переписи населения 2020 года проживали следующие национальности (национальности менее 0,1 % и другое, см. в сноске к строке «Другие»):
| Национальность | Численность, чел. | Доля     |
| -------------- | ----------------- | -------- |
| Русские        | 21 416            | 94,08 %  |
| Украинцы       | 391               | 1,72 %   |
| Армяне         | 107               | 0,47 %   |
| Турки          | 33                | 0,14 %   |
| Молдаване      | 24                | 0,11 %   |
| Другие         | 793               | 3,48 %   |
| Итого          | 22 764            | 100,00 % |

## Административное деление
В Ровеньском районе 50 населённых пунктов в составе одного городского и 11 сельских поселений:
| №  | Городское и сельские поселения         | Административный центр  | Количество населённых пунктов | Население | Площадь, км2 |
| -- | -------------------------------------- | ----------------------- | ----------------------------- | --------- | ------------ |
| 1  | Айдарское сельское поселение           | село Айдар              | 8                             | ↘1536     | 139,43       |
| 2  | Верхнесеребрянское сельское поселение  | село Верхняя Серебрянка | 3                             | ↘1103     | 88,28        |
| 3  | Городское поселение посёлок Ровеньки   | пгт Ровеньки            | 10                            | ↗11 501   | 285,40       |
| 4  | Ладомировское сельское поселение       | село Ладомировка        | 5                             | ↘1121     | 104,82       |
| 5  | Лознянское сельское поселение          | село Лозная             | 1                             | ↘822      | 71,90        |
| 6  | Лозовское сельское поселение           | село Лозовое            | 2                             | ↘397      | 43,45        |
| 7  | Наголенское сельское поселение         | село Нагольное          | 3                             | ↗1698     | 107,30       |
| 8  | Нагорьевское сельское поселение        | село Нагорье            | 6                             | ↘1405     | 175,16       |
| 9  | Новоалександровское сельское поселение | село Новоалександровка  | 2                             | ↘1139     | 94,82        |
| 10 | Ржевское сельское поселение            | село Ржевка             | 4                             | ↘624      | 85,66        |
| 11 | Свистовское сельское поселение         | село Свистовка          | 3                             | ↘767      | 70,58        |
| 12 | Харьковское сельское поселение         | село Харьковское        | 3                             | ↘651      | 102,37       |

| №  | Населённый пункт   | Тип                         | Население | Муниципальное образование              |
| -- | ------------------ | --------------------------- | --------- | -------------------------------------- |
| 1  | Айдар              | село                        | ↘1183     | Айдарское сельское поселение           |
| 2  | Барсучье           | село                        | ↘245      | Нагорьевское сельское поселение        |
| 3  | Бережный           | хутор                       | ↘9        | Наголенское сельское поселение         |
| 4  | Верхняя Серебрянка | село                        | ↘844      | Верхнесеребрянское сельское поселение  |
| 5  | Всесвятка          | село                        | ↘276      | Нагорьевское сельское поселение        |
| 6  | Двуреченка         | хутор                       | ↘4        | Городское поселение посёлок Ровеньки   |
| 7  | Ерёмовка           | село                        | ↘210      | Нагорьевское сельское поселение        |
| 8  | Жабское            | село                        | ↘514      | Ладомировское сельское поселение       |
| 9  | Зубков             | хутор                       | ↘4        | Городское поселение посёлок Ровеньки   |
| 10 | Ивановка           | село                        | ↘177      | Городское поселение посёлок Ровеньки   |
| 11 | Калиниченково      | село                        | ↘266      | Новоалександровское сельское поселение |
| 12 | Клименково         | село                        | ↘587      | Наголенское сельское поселение         |
| 13 | Клиновый           | хутор                       | ↘162      | Городское поселение посёлок Ровеньки   |
| 14 | Копанки            | село                        | ↘96       | Ржевское сельское поселение            |
| 15 | Крутой             | хутор                       | →0        | Нагорьевское сельское поселение        |
| 16 | Кучугуры           | хутор                       | ↘20       | Свистовское сельское поселение         |
| 17 | Ладомировка        | село                        | ↘755      | Ладомировское сельское поселение       |
| 18 | Лимарев            | хутор                       | ↘1        | Ладомировское сельское поселение       |
| 19 | Лихолобов          | хутор                       | ↘78       | Городское поселение посёлок Ровеньки   |
| 20 | Лозная             | село                        | ↘822      | Лознянское сельское поселение          |
| 21 | Лозовое            | село                        | ↘502      | Лозовское сельское поселение           |
| 22 | Максименково       | хутор                       | →0        | Харьковское сельское поселение         |
| 23 | Мартынцы           | село                        | ↘211      | Ржевское сельское поселение            |
| 24 | Масловка           | село                        | ↘352      | Харьковское сельское поселение         |
| 25 | Нагольное          | село                        | ↘1080     | Наголенское сельское поселение         |
| 26 | Нагорье            | село                        | ↘848      | Нагорьевское сельское поселение        |
| 27 | Нижняя Серебрянка  | село                        | ↘457      | Верхнесеребрянское сельское поселение  |
| 28 | Никитин            | хутор                       | ↘15       | Ржевское сельское поселение            |
| 29 | Новая Ивановка     | хутор                       | ↘17       | Айдарское сельское поселение           |
| 30 | Новая Райгородка   | хутор                       | ↘18       | Айдарское сельское поселение           |
| 31 | Новоалександровка  | село                        | ↘1051     | Новоалександровское сельское поселение |
| 32 | Озёрный            | хутор                       | ↘26       | Городское поселение посёлок Ровеньки   |
| 33 | Пристень           | село                        | ↘528      | Айдарское сельское поселение           |
| 34 | Ржевка             | село                        | ↘589      | Ржевское сельское поселение            |
| 35 | Ровеньки           | пгт, административный центр | ↗10 939   | Городское поселение посёлок Ровеньки   |
| 36 | Саловка            | хутор                       | ↘6        | Айдарское сельское поселение           |
| 37 | Свистовка          | село                        | ↘582      | Свистовское сельское поселение         |
| 38 | Сидоров            | хутор                       | ↘2        | Ладомировское сельское поселение       |
| 39 | Солонцы            | хутор                       | ↘32       | Нагорьевское сельское поселение        |
| 40 | Старая Ивановка    | хутор                       | ↘0        | Айдарское сельское поселение           |
| 41 | Старая Райгородка  | хутор                       | ↘45       | Айдарское сельское поселение           |
| 42 | Стенки             | хутор                       | ↘0        | Городское поселение посёлок Ровеньки   |
| 43 | Фомина             | хутор                       | ↘11       | Айдарское сельское поселение           |
| 44 | Харьковское        | село                        | ↘584      | Харьковское сельское поселение         |
| 45 | Чуфинов            | хутор                       | →0        | Ладомировское сельское поселение       |
| 46 | Шевцов             | хутор                       | ↘0        | Городское поселение посёлок Ровеньки   |
| 47 | Широконь           | хутор                       | ↘7        | Лозовское сельское поселение           |
| 48 | Шияны              | хутор                       | ↘171      | Городское поселение посёлок Ровеньки   |
| 49 | Ямки               | хутор                       | ↘1        | Верхнесеребрянское сельское поселение  |
| 50 | Ясены              | село                        | ↗282      | Свистовское сельское поселение         |

## Местное самоуправление
Глава района — Киричкова Татьяна Владимировна.

## Образование
В настоящее время в Ровеньском районе действуют 22 школы:
- Айдарская средняя общеобразовательная школа[25] — основана в 1928 году.
- Верхнесеребрянская средняя общеобразовательная школа[26] — основана в 1861 году.
- Ерёмовская основная общеобразовательная школа[27] — основана в 1930 году.
- Жабская основная общеобразовательная школа[28] — основана в 1913 году.
- Ивановская начальная общеобразовательная школа[29] — основана в 1912 году.
- Калиниченковская начальная общеобразовательная школа[30] — основана в 1908 году.
- Клименковская основная общеобразовательная школа[31] — основана в 1884 году.
- Ладомировская средняя общеобразовательная школа[32] — основана в 1891 году.
- Лознянская средняя общеобразовательная школа[33] — основана в 1863 году.
- Лозовская основная общеобразовательная школа[34] — основана в 1938 году.
- Мартынцовская начальная общеобразовательная школа[35] — основана в 1908 году.
- Наголенская средняя общеобразовательная школа[36] — основана в 1864 году.
- Нагорьевская средняя общеобразовательная школа[37] — основана в 1981 году.
- Нижнесеребрянская основная общеобразовательная школа[38] — основана в 1934 году.
- Новоалександровская средняя общеобразовательная школа[39] — основана в 1880 году.
- Пристеньская основная общеобразовательная школа[40] — основана в 1922 году.
- Ржевская основная общеобразовательная школ[41] — основана в 1880 году.
- Ровеньская основная общеобразовательная школа[42] — основана в 1912 году.
- Ровеньская средняя общеобразовательная школа с углубленным изучением отдельных предметов[43] — основана в 1912 году.
- Ровеньская средняя общеобразовательная школа № 2[44] — основана в 1868 году.
- Харьковская средняя общеобразовательная школа[45] — основана в 1970 году.
- Ясеновская средняя общеобразовательная школа[46] — основана в 1932 году.

## Известные уроженцы
- Батлук, Алексей Васильевич (1901—1983) — советский военачальник, генерал-майор, участник Гражданской и Великой Отечественной войны.
- Супрунов Митрофан Фёдорович (1903—1983) — советский военачальник, генерал-майор, участник Советско-финской и Великой Отечественной войны.